# Lana Stefanac
Lana Stefanac (Cleveland, 16 de junho de 1975) é uma praticante norte-americana de artes marciais mistas, grappling e faixa-preta de jiu-jitsu brasileiro, além de instrutora. Stefanac foi campeã mundial, pan-americana e nacional dos Estados Unidos de jiu-jitsu brasileiro nas faixas coloridas. É bicampeã mundial na faixa-preta e a primeira mulher americana a conquistar o título mundial tanto em sua categoria de peso quanto no absoluto.

## Carreira
Lana Stefanac nasceu em 16 de junho de 1975, em Cleveland, Ohio, EUA. Seu pai nasceu em Lika, na Croácia, antes de emigrar para os Estados Unidos. Stefanac começou treinando Muay Thai e, após conhecer o faixa-preta 3º grau Donald Park, aluno de Royler Gracie, iniciou sua jornada no jiu-jitsu brasileiro em 2003.
Em 2006, após receber a faixa-azul, venceu o Campeonato Pan-Americano em sua categoria. No mesmo ano, começou a competir em MMA, vencendo 3 lutas por finalização. Sua estreia foi contra a campeã de boxe Martha Salazarbe. Stefanac voltou a vencer o Pan em 2007, já na faixa-roxa, tanto no Gi quanto no No-Gi, além de conquistar a prata no Campeonato Mundial de Submission da ADCC. Ela venceu mais três lutas de MMA entre 2006 e 2008, encerrando sua carreira com um impressionante cartel profissional de 6–0. Em 2008, tinha um recorde de 200 vitórias e apenas 3 derrotas, tanto no Gi quanto no No-Gi. Em 2008, ela venceu as trials norte-americanas do ADCC.
Stefanac foi promovida à faixa-preta em 2009 por Randy Bloom, logo após conquistar ouro duplo no Campeonato Mundial de Jiu-Jitsu Brasileiro de 2009, vencendo Gabi Garcia em sua categoria e Kyra Gracie no absoluto. Stefanac se aposentou do MMA invicta em 2009. Em 2011, conquistou bronze no mundial tanto em sua categoria quanto no absoluto. No mesmo ano, anunciou que deixaria as competições para seguir carreira na força policial.

## Títulos e conquistas

### Jiu-jitsu brasileiro
Principais conquistas (faixa-preta):
Campeã mundial da IBJJF (2009)
3º lugar no Campeonato Mundial da IBJJF (2011)
Principais conquistas (faixas coloridas):
Campeã Pan-Americana No-Gi da IBJJF (2007))
Campeã Pan-Americana da IBJJF (2006 faixa-azul / 2007 faixa-roxa)

### Grappling
Campeã das seletivas da Costa Oeste do ADCC (2008)
Vice-campeã do Campeonato Mundial de Submission do ADCC (2007)

### Mixed martial arts
- 3 Professional MMA Title Belts in 2 weight divisions

## Mixed martial arts record
| Cartel no MMA   |            |           |
| 6 lutas         | 6 vitórias | 0 derrota |
| Por nocaute     | 0          | 0         |
| Por finalização | 4          | 0         |
| Por decisão     | 2          | 0         |

| Res.    | Cartel | Oponente         | Método                   | Evento                                   | Data                   | Round | Tempo | Local                       | Notas |
| ------- | ------ | ---------------- | ------------------------ | ---------------------------------------- | ---------------------- | ----- | ----- | --------------------------- | ----- |
| Vitória | 6–0    | Teyvia Reid      | Finalização (Armlock)    | FFF 4 – Call of the Wild                 | 2008 de abril de 3     | 1     | 0:36  | Los Angeles, Estados Unidos |       |
| Vitória | 5–0    | Megumi Yabushita | Decisão (Unânime)        | Smackgirl 7th anniversary: Starting Over | 2007 de dezembro de 1  | 2     | 5:00  | Tokyo, Japão                |       |
| Vitória | 4–0    | Franita Gathings | Decisão (Unânime)        | AOW – Art of War 3                       | 2007 de setembro de 1  | 1     | 1:07  | Dallas, Estados Unidos      |       |
| Vitória | 3–0    | Teyvia Reid      | Finalização (Armlock)    | FCFS 4 – Damage Control                  | 2006 de novembro de 19 | 1     | 5:00  | Indiana, Estados Unidos     |       |
| Vitória | 2–0    | Stacy Piper Ford | Finalização (Armlock)    | FCFS 3 – Full Contact Fight Series       | 2006 de setembro de 16 | 1     | 0:29  | Indiana, Estados Unidos     |       |
| Vitória | 1–0    | Martha Salazar   | Finalização (Guilhotina) | Extreme Wars 3 – Bay Area Brawl          | 2006 de junho de 3     | 1     | 2:09  | Oakland, Estados Unidos     |       |

## Vida pessoal
O irmão de Stefanac, Mark, é policial, faixa-preta de jiu-jitsu brasileiro e proprietário da Relson Gracie Jiu-Jitsu Academy em Willoughby, Ohio.